# Villalbí (motocicleta)
Villalbí fou la marca de la primera motocicleta construïda íntegrament als Països Catalans. Fou obra de Miquel Villalbí, qui el 1903 en creà el primer prototipus a Barcelona i, un cop l'hagué sotmès a una sèrie de proves amb resultat positiu, en fabricà cinc unitats més que vengué al preu de 1.200 pessetes.
Se'n conserva una unitat al Museu de la Ciència i de la Tècnica de Catalunya (mNACTEC) de Terrassa, que va estar exposada temporalment al Museu de la Moto de Barcelona.

## Història
Miquel Villalbí, mecànic barceloní de motocicletes i bicicletes amb taller al número 27 del Passeig de Colom, construí la seva motocicleta de forma totalment artesanal. A l'hora de fer-ho, s'hagué d'espavilar tot sol, ja que aleshores la indústria auxiliar era totalment inexistent: tant el carburador com el quadre, la instal·lació elèctrica i fins i tot les cobertes de les rodes, els va haver de fabricar del no-res. Fou per això que necessità prop dos anys per a completar la seva obra.
A causa de la dificultat de la fabricació, Villalbí, un perfeccionista, abandonà el projecte i passà a dedicar-se a la distribució de marques estrangeres, especialment les Decauville franceses, i a les reparacions. Miquel Villalbí es va morir el març de 1952. El seu fill Rossend conservà una de les motocicletes fetes pel seu pare i la cedí al mNACTEC, on es pot admirar actualment.

## Característiques
Els comandaments de la moto anaven repartits entre el dipòsit de combustible i el manillar: a la part superior del dipòsit hi havia tres palanques, una per a regular l'avenç (guspira), una altra per al gas (accelerador) i l'altra per a l'aire. Al manillar hi havia el comandament del descompressor i un sistema de contacte que funcionava en girar el puny, molt semblant als comandaments de gas actuals.
La transmissió era per corretja trapezoïdal, sense canvi de marxes, i disposava també de pedals auxiliars per tal de poder-se'n servir a les pujades costerudes.
Les característiques del motor eren les següents:
- Motor de quatre temps monocilíndric refrigerat per aire de 429,83 cc
- Diàmetre x carrera: 78 x 90 mm
- Vàlvules oposades (la d'admissió, automàtica)
- Encesa per pila i bobina
- Carburador amb comandaments separats per al gas i l'aire, sense dispositiu especial d'engegada ni de regulació automàtica de la mescla

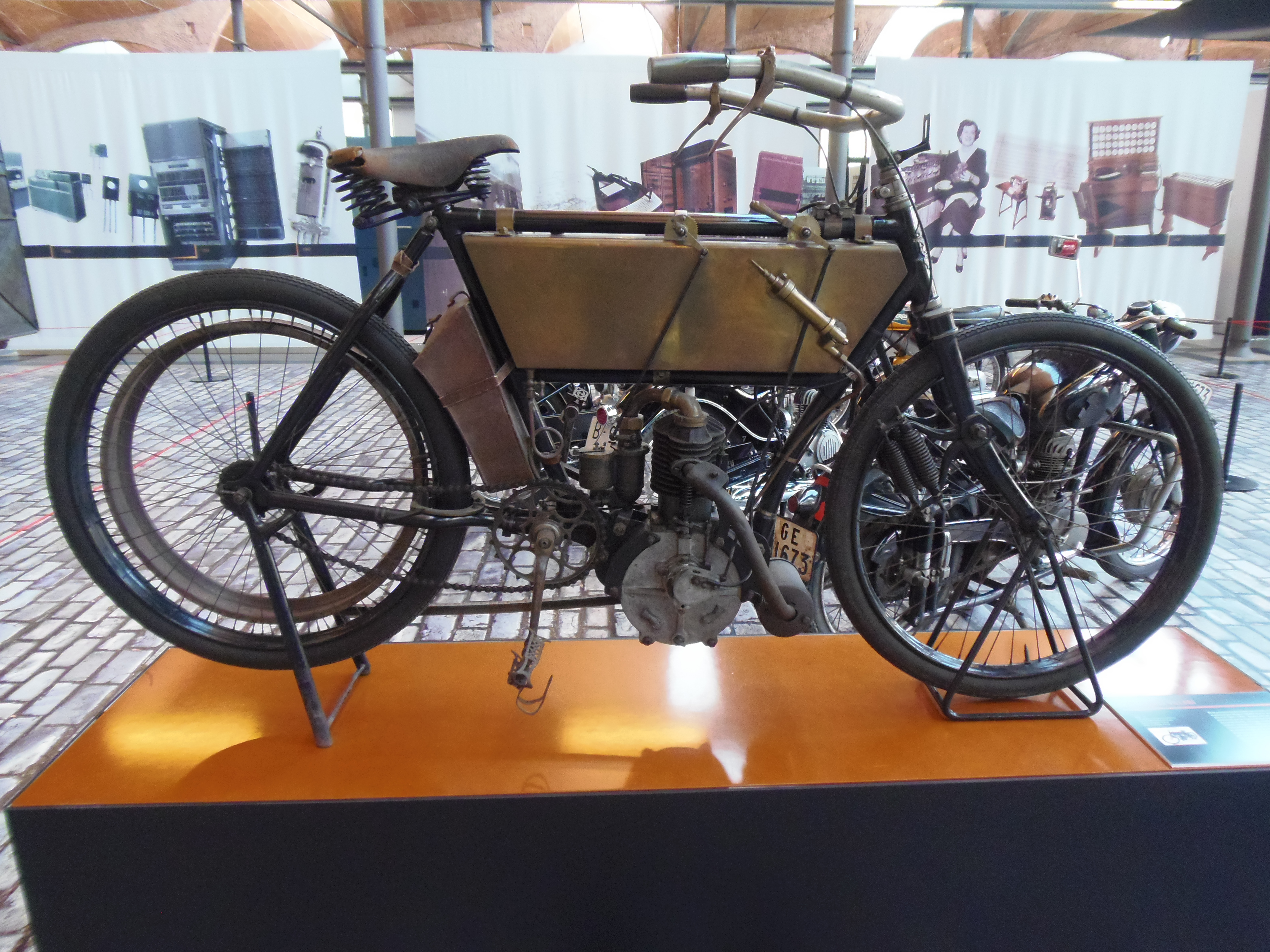
La Villalbí, exposada al mNACTEC

Com a curiositat, a la pipa de la direcció hi havia una placa metàl·lica daurada amb el nom i el símbol de la marca, un griu -símbol que algun cop ha estat interpretat erròniament com un lleó.